# Lomtjärnen (Alingsås socken, Västergötland)
Lomtjärnen är en sjö i Alingsås kommun i Västergötland och ingår i Göta älvs huvudavrinningsområde.